# Brdigung
Brdigung (Eigenschreibweise: BRDIGUNG) ist eine deutsche Metal-Rockband aus Kempen.
Die Musik von Brdigung ist eine Mischung aus Punkrock, Metal und Rock mit gelegentlichen Abweichungen ins Genre Hardcore.
Textlich behandelt die Band sozialkritische und ernste Themen, zeigt sich jedoch auch oft provokant-ironisch im Stile der frühen Ärzte und Toten Hosen.

## Geschichte
Die Band wurde 2004 von Julian Cistecky und Tobias Behnen gegründet. Schon nach kurzer Zeit trat im Frühjahr 2004 Schlagzeuger Sven Hinsken der Band bei. Nach mehreren Amateurdemos erschien 2008 das erste professionell aufgenommene Studioalbum Kein Kompromiss beim Rheinberger Label Antirockstar Industries. Zeitgleich gab es auch einige Änderungen in der Band. Jonas Straeten wurde zweiter Gitarrist und Julian Cistecky, bisher nur an der Gitarre, übernahm zusätzlich nun auch den Gesang. 2010 folgte mit Tot aber lebendig das zweite Album, welches ebenfalls bei Antirockstar Industries erschien.
Mit neuem Label und einem neuen Team im Schlepptau erschien Ende März 2012 mit Zwischen Engeln & Teufeln das dritte Studioalbum von Brdigung, welches erstmals einen Platz in den offiziellen deutschen Albumcharts belegte (Platz 71 der Albumcharts und Platz 8 der deutschen Newcomercharts). Anschließend spielte die Band unter anderem auf der Tour von Serum 114 als Mainsupport.
Am 21. Februar 2014 wurde das vierte Studioalbum In goldenen Ketten veröffentlicht und stieg auf Platz 25 in die deutschen Albumcharts ein. Kurz darauf tourte die Band als Mainsupport von Hämatom. Zu diesem Album gab es Ende 2014 und Anfang 2015 außerdem gleich zwei Minitouren „Spreng die goldenen Ketten Tour“, die für die Band die ersten Touren als Headliner waren. Als Support war bei beiden Touren die Münchener Band Spitfire vertreten. Gleichzeitig waren diese Touren auch der Einstieg für den neuen Bassisten Alexander Steves, der im Sommer 2014 die Nachfolge von Bassist und Gründungsmitglied Tobias Behnen angetreten ist.
Im April 2016 erschien das fünfte Album Chaostheorie und belegte Platz 15 der deutschen Albumcharts. Am 25. November 2016 erschien die EP Das Fest fällt aus.
Am 2. Februar 2018 erschien das sechste Album Zeitzünder und belegte Platz 8 in den Top 10 der offiziellen deutschen Albumcharts. Erstmals in der Geschichte der Band erreichte Zeitzünder auch außerhalb Deutschlands einen Charterfolg und stieg auf Platz 66 in den offiziellen Top 100 der österreichischen Albumcharts ein. Auf der folgenden Tour wurde dann auch das erste Livealbum der Band „Livezünder“ aufgenommen welches am 7. Dezember 2018 erschienen ist. Das Album umfasst neben 2 CDs auch eine DVD auf der eine Tourdokumentation zu sehen ist, bei der die Bandmitglieder oft selbst zum Kameramann wurden.
Am 31. Januar 2020 veröffentlichten Brdigung dann ihr mittlerweile 7. Studioalbum mit dem Namen „Zeig dich!“, welches mit Platz 3 in die deutschen Albumcharts einstieg und damit den bisher größten Charterfolg der Band darstellt.

## Diskografie

### Studioalben
- 2008: Kein Kompromiss
- 2010: Tot aber lebendig
- 2012: Zwischen Engeln & Teufeln
- 2014: In goldenen Ketten
- 2016: Chaostheorie
- 2018: Zeitzünder
- 2020: Zeig dich!
- 2023: Wieder hässlich
- 2025: Gib nicht auf

### Livealben
- 2018: Livezünder

### EPs
- 2016: Das Fest fällt aus
- 2022: Punkrock Genozid
- 2023: So High

### Singles
- 2013: Wahre Helden
- 2017: Alles anders
- 2017: Die Hände hoch
- 2017: Mittelfingerautorität
- 2018: Drogen im Haus
- 2019: Hipster Hipster
- 2019: Walking Dead auf XTC
- 2020: Ob du behindert bist
- 2020: Dreh die Musik auf
- 2020: Donald Trump (Feat. Frenzy Blitz)
- 2022: Tune in MF
- 2022: Brennt den Club ab
- 2022: Niemals aufgewacht
- 2023: Sprengt die GEZ
- 2024: Scheiss auf dich
- 2024: Ftze Rschloch Wxr
- 2024: Brennt den Club ab (Remix)
- 2025: Blinding Lights

### Samplerbeiträge
- 2005: Millenium Madness Vol.4 (Das Beste ist nie gut genug + Daniel K. – Superstar)
- 2008: Schlachtrufe BRD Vol. IX (Kein Kompromiss)
- 2011: Deutsch Rockt! Lektion 1 (Sinfonie des Verderbens)
- 2018: Rookies & Kings Vol. 1 (Mein Lied im Radio)

## Musikvideos
- 2012: Feuer & Eis
- 2013: Wahre Helden
- 2014: In goldenen Ketten
- 2016: Sprengt die GEZ
- 2016: Autonom extrem
- 2016: Der Tag danach
- 2016: Das Fest fällt aus
- 2017: Alles anders
- 2018: Die Hände hoch
- 2018: Mittelfingerautorität
- 2018: Ikarus oder Peter Pan
- 2018: Drogen im Haus
- 2018: Kein Kompromiss (live)
- 2019: Hipster Hipster
- 2019: Walking Dead auf XTC
- 2020: Ob du behindert bist
- 2020: Dreh die Musik auf
- 2020: Donald Trump
- 2022: Tune in MF

## Sonstiges
Auf dem Cover der Single Ftze Rschloch Wxr (2024) sind die zensierten aber dennoch gut erkennbaren Gesichter von Heidi Klum, Oliver Pocher und Rainer Winkler abgebildet.